# خلنج بحري
خلنج بحري (الاسم العلمي:Erica maritima) هو نوع من النباتات يتبع جنس الخلنج من الفصيلة الخلنجية.